# Plac Rozjezdny we Wrocławiu
Plac Rozjezdny (Luisen Platz) – plac we Wrocławiu położony w obrębie Przedmieścia Świdnickiego (Stare Miasto). Zlokalizowany jest pomiędzy linią kolejową a ulicami Kolejową, Jęczmienną i Pszenną. Układ przestrzenny placu charakteryzuje się nieregularnym planem zdeterminowanym przebiegającą na estakadzie i nasypie linią kolejową. Plac został założony w latach 1881–1882 przez właściciela gruntów, które wcześniej stanowiły pola dawnej wsi Gajowice (później osiedle Wrocławia położone za linią kolejową na południowy zachód od Przedmieścia Świdnickiego). Teren placu nawiązuje w swoim planie do układu dwóch trójkątów. Jeden z nich stanowi skwer, drugi parcelę budowlaną. Zabudowany był kamienicami czynszowymi z lat 80. XIX wieku.
Linia kolejowa biegnie w tym rejonie od strony dworca Wrocław Główny na wrocławskiej estakadzie i znajdujących się w jej ciągu wiaduktach. Jest to budowla, którą wzniesiono w latach 1896–1901. Wiadukty znajdują się tu nad ulicą Tadeusza Zielińskiego, następny nad ulicą Wincentego Stysia, który to wiadukt jest ostatnim w ciągu estakady, za którym linie kolejowa prowadzona jest na nasypie ze skarpami ziemnymi biegnącym wzdłuż Placu Rozjezdnego. Tu zlokalizowany jest jeszcze jeden wiadukt nad jezdnią tego placu. Wiadukty zaprojektowane i wykonane w ciągu estakady stanowiły zunifikowany standard stosowany na liniach kolejowych Śląska. Wszystkie wiadukty tu zlokalizowane wykonano jako konstrukcje ze stali o długości 20–25 m. Konstrukcję nośną stanowią dźwigary w postaci belek wykonanych jako blachownice wsparte na kamiennych przyczółkach. Są to trójprzęsłowe belki ciągłe (statycznie niewyznaczalne) oparte na podporach pośrednich w postaci żeliwnych słupów wahadłowych.
W 1877 roku powstał tu cyrk E. Renza, później, po przejęciu w 1878 roku, cyrk Buscha. Był to drugi stały cyrk w mieście. Początkowo mieścił się w szkieletowo-murowanym budynku, zbudowanym na planie dwunastoboku, który mógł pomieścić 6 tysięcy widzów. Z tyłu budynku istniały stajnie na 100 koni. W 1885 roku budynek został przebudowany na murowany, zwieńczony za pomocą żeliwnej konstrukcji. Został zniszczony w 1945 roku.
Z kolei w 1898 roku zbudowano tu jedną z podstacji (elektrownię) dla potrzeb zasilania sieci trakcyjnej powstającej sieci komunikacji tramwajowej opartej na tramwajach elektrycznych spółki akcyjnej ESB („Elektrische Strassenbahn Breslau”). Do elektrowni doprowadzono ulicą Kolejową tory tramwajowe, którymi na platformach dowożono węgiel. Resztki szyn zachowały się do dziś. W latach 1927–1928 elektrownia przebudowana została na elektrociepłownię miejską.
Po 1945 roku znaczna część zabudowy w rejonie placu uległa zniszczeniu, a jej pozostałości zostały wyburzone. Zachowała się część budynków przy ulicy Joachima Lelewela oraz Prostej. Na wolnym terenie wokół placu zbudowano w latach 60. XX wieku bloki mieszkalne, a sam plac powiększono od strony wschodniej o dawny kwartał zabudowy. Wolnej przestrzeni starano się nadać funkcję rekreacyjną – znajdował się tu m.in. wyasfaltowany plac służący jako kort tenisowy lub boisko do badmintona, ponadto ustawiono ławki i nasadzono drzewa. Niewielkie wzniesienie przy nasypie służyło zimą jako górka saneczkowa.
W 2000 roku na dawnym skwerze przy torach kolejowych rozpoczęto budowę kompleksu usługowo–parkingowego. Projektantami obiektu są M. Kupczyk i P. Spychała. Budowa została zatrzymana po wykonaniu stanu surowego. Inwestorem była firma „Prim”, należąca do nieistniejącego już przedsiębiorstwa Jedynka Wrocławska, postawionego w 2004 roku w stan likwidacji. W lutym 2015 Urząd Miasta Wrocławia wydał zezwolenie na rozbiórkę obiektu, jednak jego faktyczne wyburzanie rozpoczęło się w styczniu 2017. Zgodnie z planem zagospodarowania przestrzennego ma tu powstać budynek biurowo-usługowy z podziemnym parkingiem. Nowym inwestorem jest spółka „Nowa Nadzieja” z Warszawy.
Pierwotny układ placu zachowany jest jedynie w planie ulic. Długość jezdni zaliczonej do Placu Rozjezdnego wynosi 114 m (od ulicy Kolejowej do ulicy Jęczmiennej).